# Alliat
Alliat ist eine französische Gemeinde mit 56 Einwohnern (Stand 1. Januar 2022) im Département Ariège in der Region Okzitanien. Sie gehört zum Kanton Sabarthès und zum Arrondissement Foix.
Nachbargemeinden sind Génat im Nordwesten, Quié im Norden, Tarascon-sur-Ariège im Nordosten, Niaux im Osten, Capoulet-et-Junac im Süden und Lapège im Westen.

## Bevölkerungsentwicklung

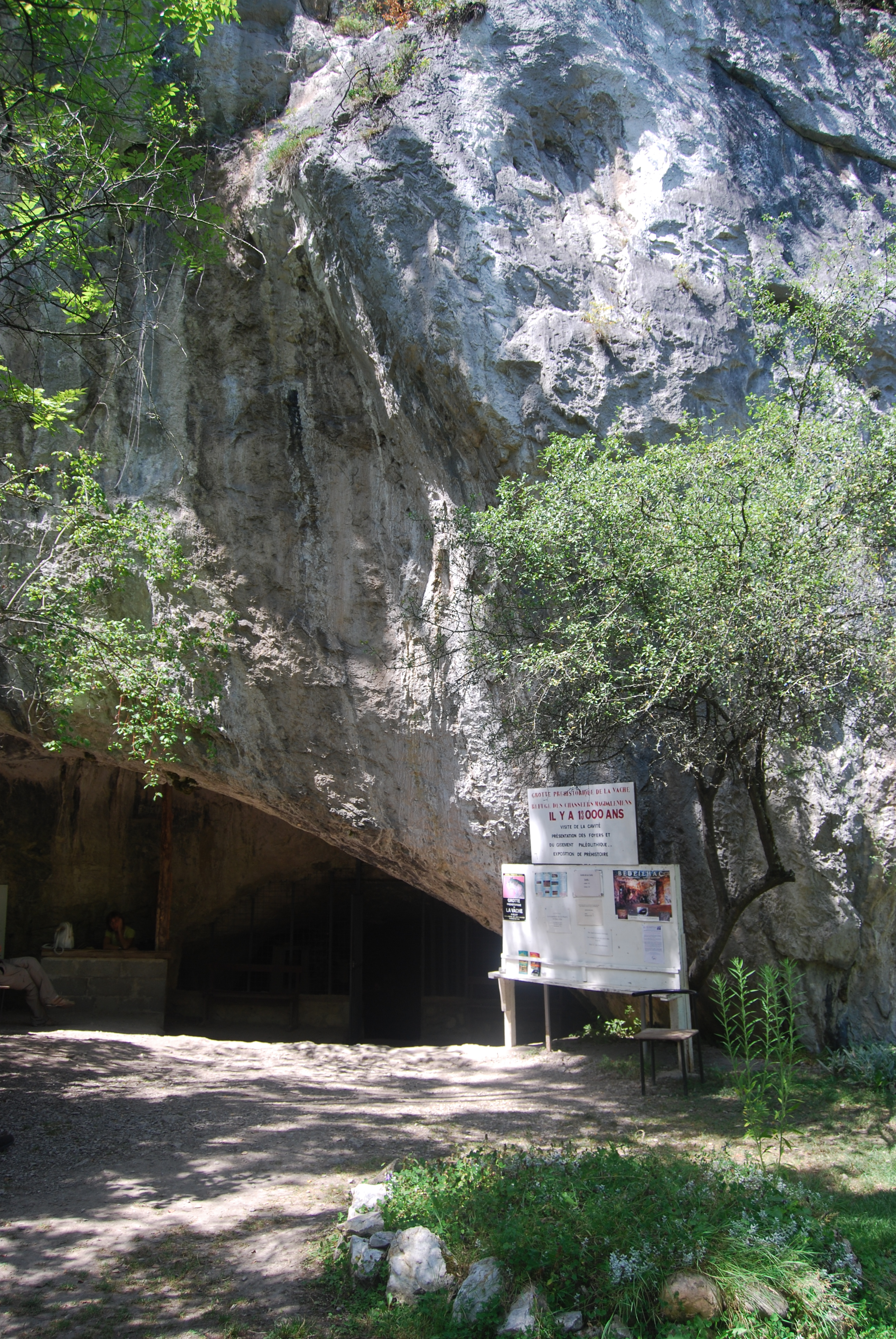
Eingang der Grotte de la Vache, die seit 1952 ein Monument historique ist.

| Jahr      | 1962 | 1968 | 1975 | 1982 | 1990 | 1999 | 2008 | 2015 |
| --------- | ---- | ---- | ---- | ---- | ---- | ---- | ---- | ---- |
| Einwohner | 75   | 71   | 68   | 65   | 55   | 62   | 64   | 54   |